# Irokezen

Schematische kaart van het voormalige woongebied van de Irokezen van de "Five Nations"

De Irokezen, Iroquois of Haudenosaunee vormen een confederatie van vijf en later zes taalkundig en etnisch aan elkaar verwante volken in Noord-Amerika. In dit verband worden ze ook "The Six Nations" (de zes naties) genoemd. De Iroquois noemen zichzelf gezamenlijk Haudenosaunee, letterlijk vertaald, "volk van het langhuis". De oorspronkelijke vijf naties zijn van oost naar west: Mohawk (Kanien’kehaka), Oneida (Onyota’a:ka), Onondaga (Onoda’gega), Cayuga (Gayugaho:no) en Seneca (Ondowahgah). De Tuscarora (Skaruren) kwamen hier in de eerste helft van de 18e eeuw bij.
De Haudenosaunee beschouwden zichzelf als een trotse krijgersnatie en noemden zichzelf van oorsprong Ongwe Hongwe, "mannen die alle anderen overtreffen"; toch konden ze in hun hoogtijdagen hoogstens duizend krijgers op de been brengen. De verliezen die ze leden in de strijd compenseerden ze door regelmatig een deel van de krijgsgevangenen op te nemen in hun eigen volk. In de 18e eeuw dwong de behoefte aan een demografische versterking van hun gemeenschappen Haudenosaunee-krijgers steeds verder naar het westen te trekken, tot voorbij de Grote Meren.
In 2010 leefden er meer dan 45.000 Haudenosaunee in Canada, en meer dan 81.000 in de VS.

## Geografie
Het woongebied van de Confederatie van de Irokezen bevond zich in het noorden van de huidige staat New York en aangrenzende gebieden van het huidige Canada (omgeving Montreal), het Amerikaanse Vermont en Pennsylvania. Het Ontariomeer en het Eriemeer vormen de noord- en westgrens. Een belangrijk fysisch gebied vormt het gebied rond de Finger Lakes, dat de grootste oppervlakte inneemt in het territorium van de Irokezen. Deze langwerpige meren zijn gevormd in glaciale tijden.
Belangrijke rivieren zijn de Hudson, de Mohawk en in het noorden de Saint Lawrencerivier. Centraal in het noorden het Adirondack gebergte en in zuidoosten het Catskillgebergte. Het hele gebied wordt nu nog steeds als een van de mooiste natuurgebieden in de Verenigde Staten gezien.

## Taal
De Irokese talen strekten zich over een groter gebied uit. De talen van volken rond de grote rivieren, zoals de Tuscarora, Nottoway, Susquehannock, Wendat (Huron), maar ook de Cherokee ten zuiden van de Appalachen, behoorden tot deze taalgroep. Cultureel en religieus gezien onderscheiden de Irokezen zich duidelijk van hun buren en taalkundige verwanten.
Onderling verschilden de talen van de Six Nations van elkaar, maar waren ze verwant genoeg om met elkaar te communiceren. Het Mohawk of Kanien'keha en het Seneca lijken zeer veel op elkaar, op enkele verschillen in uitspraak na.

## Cultuur
De cultuur van de Irokezen wordt ook wel de Longhouse-cultuur genoemd. Een longhouse is een langwerpig huis gemaakt van goed aan elkaar vastgemaakte boomschors. De lengte kon wel 100 meter bedragen. Het politieke en sociale leven vond plaats in deze longhouses.
De Irokezen kenden een verwantschapssysteem dat was afgeleid van zogenaamde matrilineaire clans ("Owachira"). Elke clan werd in twee delen gedeeld. Zo'n clanonderdeel vormde een belangrijk onderdeel van het politieke en religieuze leven.
De longhouses werden bewoond door zo'n clanonderdeel of lineage. Deze bestonden dan weer uit "kernfamilies", die qua opbouw te vergelijken zijn met het westerse familiepatroon. Als een man met een vrouw trouwde trok de man bij het clanonderdeel van de vrouw in. Een longhouse werd dan ook bewoond door een "clan mother" (een oudere vrouw), haar dochters en hun mannen en kinderen. Ongetrouwde mannen woonden hier ook bij in, evenals de man van een "clanmoeder". Het is dan ook begrijpelijk dat een longhouse regelmatig uitgebreid moest worden; dit werd dus steeds langer.
Een normaal Irokees dorp bestond uit ongeveer vijftig longhouses; grotere dorpen bestonden zelfs uit zo'n 200 longhouses. Ervan uitgaand dat in één longhouse 40 tot 100 mensen woonden, kunnen we het aantal inwoners van zo'n groot dorp schatten op ongeveer 14.000 mensen. De Engelsen noemden zulke dorpen "castles". Zo'n dorp of stadje werd namelijk omgeven door een sloot en een verdedigingswal.

## Democratie
Het jaartal van het begin van de Iroquois confederatie is onduidelijk. Schattingen van antropologen lopen uiteen van 1350 tot 1600, vermoedelijk rond 1570.
Dit gebeurde onder invloed van naburige volkeren, die ook de handen ineen sloegen, en het dreigende gevaar van de Europeanen. De Irokezen hadden al eerder een verbond gesloten, dit was ontstaan nadat door de groeiende welvaart er conflicten ontstonden tussen de verschillende volken. Een verbond was de enige manier om deze conflicten op te lossen, wat ook lukte, maar deze unie was een grote politieke vooruitgang. Het nieuwe verbond van de Irokezen ging ook veel verder dan die van bijvoorbeeld de oostelijke (Maine en omstreken) Algonkin, wat ook niet verwonderlijk was omdat de Irokezen een lange traditie hebben in verdragen sluiten. De invloed van de Iroquois Confederatie op hun naburige volken zou in het westen over de rivier de Ohio tot bijna aan de Mississippi gaan reiken.
De Irokezen vormden hun confederatie naar het voorbeeld van hun clansysteem. De confederatieve raad bestond uit vijftig zogenaamde "royaneh" (een soort van senatoren), afkomstig uit de vijf "Nations". De vijftig royaneh werden voor het leven gekozen door de clanmoeders. De bewindslieden waren dus mannen die werden gekozen door vrouwen. Ook konden deze clanmoeders een royaneh gezamenlijk afzetten wanneer deze niet goed functioneerde. Iedere man, van welke achtergrond dan ook, kon gekozen worden in de raad. Iemand die op grond van bijzondere verdiensten was gekozen werd een "Pijnboomleider" genoemd.
Beslissingen werden genomen door middel van een serie van korte bijeenkomsten (Caucuses) in een longhouse, waarin men pas een beslissing nam wanneer alle royaneh het eens waren (consensus).

## Wampum
Voor het bewaren van hun geschiedenis, verhalen en wetten vertrouwden de Irokezen op mondelinge overlevering. Belangrijke gebeurtenissen en verdragen werden ook pictografisch vastgelegd in wampum, een gordel geregen van schelpenkralen. Begin 20e eeuw werden diverse teksten door de Seneca (Ondowah) -geschiedkundige Arthur C.Parker in westers schrift opgeschreven.

## Geschiedenis

### De Europeanen
De eerste kennismaking met Europeanen voltrok zich in 1535, toen de Fransman Jacques Cartier de St. Lawrencerivier opvoer en de Kanien’keha-stad Hochelaga, het tegenwoordige Canadese Montreal, bezocht. Deze belangrijke, op een eiland gelegen, stad van enkele duizenden inwoners herbergde niet het goud en zilver waarnaar Cartier zocht.
Nadat de gastvrije inwoners een maaltijd hadden klaargemaakt voor deze vreemde gasten vertrokken de Fransen weer naar hun boten, bang om vergiftigd te worden. Cartier voer weer stroomafwaarts en overwinterde in een klein fort vlak bij de Irokese stad Stadacona, (de huidige stad Quebec).
Doordat er relaties werden onderhouden met de inwoners van Stadacona braken er onder de Irokezen al snel ziektes uit waar hun immuunsysteem niet tegen was opgewassen. De eerste kennismaking met de Europeanen was, ook omdat Cartier zich gewelddadig gedroeg, meteen al negatief verlopen.
In 1603, toen een andere Europeaan (Samuel de Champlain) dezelfde route voer, waren Stadacona en Hochelaga verdwenen. Om een indruk te geven hoe de populatie van de Irokezen zich ontwikkelde nadat de eerste Europeanen het Amerikaanse continent hadden betreden: voor 1520 telden de Irokezen waarschijnlijk enkele honderdduizenden mensen, een eeuw later waren er dat nog maar zo'n 75.000. De Haudenosaunee hebben een gevecht moeten leveren om te overleven, maar doordat ze omringende volken die ver in aantal waren achteruitgegaan opnamen in hun vijf naties lukte het de Haudenosaunee toch om hun confederatie in stand te houden.
Door de strategische ligging van het Iroquoiland tussen de Franse koloniën (onder andere de huidige provincie Quebec) en de Britse koloniën (New York, Pennsylvania en New England) fungeerde ze eeuwenlang als bufferzone tussen deze twee koloniale machten. Met de Britten (en daarvoor ook met de Nederlanders) had de confederatie de beste relatie, de Fransen, die hechte banden hadden met de Algonkin-volkeren (de erfvijanden van de Irokezen), hadden van het begin af aan een slechte naam. Met de Nederlanders hadden de Irokezen een handelsovereenkomst gesloten (vooral bonthandel). Nadat de Engelsen de Nederlandse kolonie Nieuw-Nederland (New York en Pennsylvania) hadden veroverd, werd de overeenkomst voortgezet met de Britten. De Irokezen hielpen de Britten vele malen in hun strijd tegen de Fransen. Hierdoor accepteerde de Britten de soevereiniteit van de Iroquois Confederatie als bufferstaat. Het grondgebied werd geleidelijk aan wel kleiner, doordat de Irokezen grond moesten verkopen om deze vrede te bewaren.
In 1712 werden de Tuscarora (Skaruren), een zuidelijk aan de Irokezen verwant volk, door de Britten met hulp van 100 Cherokee naar het noorden gedreven, naar het Iroquoi-gebied. In 1720 werden de Skaruren in de Confederatie van de Irokezen opgenomen, die vanaf toen bekendstond als de Six Nations.

### De koloniale oorlogen
Het contact met de Europeanen betekende ook dat de Irokezen betrokken werden bij de koloniale oorlogen tussen de Europese machthebbers. In de 17e eeuw raakten de Mohawk (Kanien’kehaka) in conflict met de Fransen; Nederlandse handelaars verkochten nieuwe vuursteenslotmusketten aan de Mohawk, die met deze 'moderne' wapens een voorsprong op de Fransen kregen, die over minder betrouwbare lontslotmusketten beschikten. Zo brachten de Nederlanders via de Mohawk hun grootste concurrenten in de bonthandel een zware nederlaag toe.
De Europese machten sloten verdragen met de indiaanse volken om zo meer invloed te kunnen krijgen op het Noord-Amerikaanse continent. Speciale gezanten werden aangesteld om de contacten te onderhouden. De bekendste was Sir William Johnston, een Britse gezant; hij had een groot landhuis, "Johnston Hall", waar hij verschillende vertegenwoordigers van de Irokezen en andere stammen ontving. Hij was getrouwd met een indiaanse, de zus van de legendarische Kanien’keha-leider Thayendanegea (Joseph Brant). Thayendanegea ijverde bij de Irokezen ervoor om bondgenoten van de Britten te blijven. Gedurende de Spaanse Erfopvolgingsoorlog (1702-1713), de Oostenrijkse Erfopvolgingsoorlog (1740-1748) en de Zevenjarige Oorlog (1756-1763) werd er ook gevochten in Noord-Amerika, alhoewel de verschillende koloniën onderling vaker kleine conflicten uitvochten.
De bekendste en meest beslissende oorlog zijn de zogenoemde Franse en Indiaanse oorlogen, de koloniale oorlog tussen de Fransen en de Britten geweest; deze oorlog liep gelijktijdig met de Zevenjarige Oorlog (1756-1763), maar begon eigenlijk al in 1754, toen een Britse expeditie onder Luitenant-generaal Braddock een campagne begon tegen de Fransen en hun indiaanse bondgenoten. Deze expeditie liep in een hinderlaag bij Monongahela en werd verpletterend verslagen. De oorlog verliep in de eerste jaren rampzalig voor de Britten, omdat dezen niet waren ingesteld op een oorlog in de Noord-Amerikaanse wouden en omdat ze over te weinig goed geoefende troepen en indiaanse bondgenoten beschikten die wel bekend waren met lichte infanterie-tactieken. Bovendien raakten de Britse generaals na elke tegenslag dusdanig in paniek dat ze zich meteen terugtrokken in hun forten.
De bekendste belegering is die van het Fort William Henry, dat in 1757 door de Fransen werd ingenomen. De belegering is bekend geworden door het boek The Last of the Mohicans, dat ook is verfilmd. De overwonnen Britten mochten zich terugtrekken maar werden op hun terugtocht keer op keer door wraakzuchtige indianen aangevallen.
In 1758 verscheen er een andere Britse generaal ten tonele, de jonge officier James Wolfe. Vastbesloten om de Fransen definitief te verdrijven begon hij een agressieve campagne. In 1758 was hij betrokken bij de verovering van de Franse vestingstad Louisbourg. Uiteindelijk wist hij het Franse leger in 1759 definitief te verslaan in de slag om de stad Quebec. In 1760 gaven de Fransen zich over, in 1763 werden bij de vredesbesprekingen (Vrede van Hubertusburg) de koloniën definitief aan de Britten toegewezen.
In 1763 organiseerde Odaawaa (Ottawa)-chief Pontiac een aantal Algonkische volkeren in een verbond met als doel de Britten te verdrijven. Na aanvankelijke successen bloedde de opstand, die bekend werd als "Pontiac's Rebellion" of Beaver War dood en verspreidden de deelnemende volken zich in 1764 weer. Pontiac werd vermoord. De opstand gaf aan dat de vrede in Noord-Amerika erg broos was. De vele gevechten hadden de Indiaanse stammen veel mensen gekost en deze klappen kwamen de kleine gemeenschappen, in tegenstelling tot de opbloeiende blanke gemeenschappen, maar moeilijk te boven.

### Van de Amerikaanse Onafhankelijkheidsoorlog tot heden
In 1775 was er de Amerikaanse Onafhankelijkheidsoorlog. Onder leiding van Thayendanegea kozen de Irokezen de zijde van de Britten; het probleem was dat er toch nog een aanzienlijk deel de zijde koos van de Amerikanen. De Britten verloren deze oorlog en veel dorpen van de Irokezen werden verwoest. Na het ontstaan van de Verenigde Staten vluchtten veel van deze groep Irokezen onder leiding van Thayendanegea naar het Britse Canada. De Britse regering schonk deze groep in 1780 grond aan de Grand river, ten zuiden van Toronto en ten westen van de Seneca-nation (dus buiten de confederatie), men noemde dit Oshweken (Grand River Six Nations). Pas in 1890 kregen de Irokezen in de VS ook hun reservaten. De Canadese en Amerikaanse Irokezen hebben vanaf 1780 tot vandaag twee naast elkaar bestaande confederaties gehad, met dezelfde volken en politieke structuur. De Canadese hebben hun hoofdkwartier in Oshweken en de Amerikaanse in Onondaga, indiaans grondgebied ten zuiden van Syracuse (vroeger Onondaga, naar de gelijknamige Onondaga-natie, wat vroeger ook het hoofdkwartier is geweest). Ze komen nu nog zeer onregelmatig bij elkaar, eigenlijk alleen maar bij speciale gebeurtenissen. Zoals die van 1990 toen er een opstand uit brak onder de Canadese Mohawk. De inwoners van het ten zuiden van Montreal gelegen Kahnawake hielden toen twee maanden een belangrijke aanvoerroute (snelweg) naar Montreal bezet, dit ging niet altijd zonder geweld (Oka).
Nadat het territorium van de Irokezen gekoloniseerd was (grote steden: Buffalo, Syracuse, Albany, Montreal) ging het slecht met de Irokezen, drankmisbruik en andere psychische problemen kwamen erg veel voor. Pas na 1800 kwam er door middel van een nieuwe godsdienstige beweging, genaamd "Handsome lake" (Ontariomeer), naar zijn stichter, weer een opleving bij de Irokezen, ook al waren sommige elementen hieruit op Joods-Christelijke dingen gebaseerd. Deze leer predikte dat de Irokezen weer hun oude waarden en wetten moesten aannemen, waardoor men weer eigenwaarde kreeg. Irokezen bleven moeite houden met de westerse maatschappij waaraan men zich gedwongen moest aanpassen.
Het ging langzaam, maar nu tellen de Irokezen (The Six Nations) in totaal 60.000 mensen, waarvan driekwart in Canada en de rest in de VS. 25.000 daarvan zijn Mohawk (Kanien’kehaka).

## De invloed op de VS
De Irokezen hebben een invloed gehad op het politieke systeem van de Verenigde Staten. Ook in de ontstaansgeschiedenis en enkele culturele elementen zijn enkele Irokese invloeden terug te vinden.

### Politiek
Sommige historici beweren dat het verbond van de Irokezen als voorbeeld heeft gediend voor de Verenigde Staten. In 1744 in Lancaster, Pennsylvania werd er een veertiendaagse conferentie gehouden tussen afgevaardigden van de Britse koloniën Pennsylvania, Virginia en Maryland, en de "Six Nations". Het was hier dat de royaneh Canasatego een speech hield tegenover de afgevaardigden van de koloniën. Hij raadde hierin aan dat de koloniën een unie moesten stichten naar het voorbeeld van de ‘Iroquois’ en dat daardoor de koloniën macht zullen krijgen, net zoals de "Six Nations" dit hebben ten opzichte van naburige volken. De unie kwam er inderdaad (1776), maar de invloed op de Amerikaanse politiek ging nog verder. Het Amerikaans congres is bijvoorbeeld mogelijk gebaseerd op het longhousesysteem van de Irokezen. Het huis van afgevaardigden kent namelijk 435 leden gekozen door kiesmannen, zet daar tegenover de 50 afgevaardigden (Royaneh) van de Irokezen die werden gekozen door de clanmothers en je ziet de overeenkomst. De kiesmannen worden door de bevolking aangewezen, de clanmothers door hun eigen clan. Dit is geen toevallige overeenkomst, want door de geschiedenis heen hebben verschillende Amerikaanse filosofen en gezaghebbers hun lof geuit aan het longhouse-systeem, zonder overigens respect te hebben voor de Irokezen zelf, het bleven volgens de kolonisten indianen. Benjamin Franklin bijvoorbeeld, die aanwezig was bij de bijeenkomst in Lancaster (Verdrag van Lancaster) en wordt beschouwd als een van de belangrijkste grondleggers van de Verenigde Staten, schreef in 1751 naar aanleiding van Canasatego's advies aan de koloniën om een unie te vormen, "It would be a very strange thing if Six Nations of ignorant savages should be capable of, forming a scheme for such a union, and be able to execute it in such a manner as that it was subsisted ages, and appears indissoluble; and yet that a like union should be impractible for ten or a dozen English Colonies." Volgens sommigen zou het Amerika van vandaag er zonder de Irokezen anders uitzien.
De invloed gaat op andere terreinen verder. Zonder de Irokezen zou het de Britten misschien niet gelukt om zoveel territorium op de Fransen te veroveren.

### Nationale symbolen
De Verenigde Staten hebben nog meer elementen overgenomen uit de Iroquoi-cultuur. De arend in het Amerikaanse wapen bijvoorbeeld is van oorsprong een belangrijk Irokees symbool. De Haudenosaunee hebben een boom met vier takken die naar elke windrichting wijzen, als symbool van sterkte, vrede en eenheid, met op de top van de boom een arend die uitkijkt over de omgeving om de Haudenosaunee te waarschuwen voor aankomend gevaar. Ook de bundel met dertien pijlen (de dertien oorspronkelijke koloniën) in het Amerikaanse wapen, vastgehouden door de arend, is een Irokees symbool. Zij hadden namelijk als symbool een bundel van vijf pijlen (de vijf naties), waarbij vermeld moet worden dat de Amerikanen oorspronkelijk ook vijf pijlen in de bundel hadden, waarschijnlijk hadden ze in het begin niet door dat dit symbool de vijf naties voorstelde.
Een belangrijk cultureel-religieus gebeuren hebben de Amerikanen overgenomen van zowel de Algonkische als Irokese volkeren, namelijk Thanksgiving. Thanksgiving was een van de vele rituele activiteiten van de Irokezen. Nadat de maïs-oogst in oktober was opgeslagen om de winter door te komen, bedankte de Irokees de Maker (de Schepper) voor alles wat hij de Irokezen heeft gegeven. Het tegenwoordige moderne Thanksgiving wordt ook in oktober, nadat de oogst helemaal is binnengehaald, gevierd. De christenen danken dan God omdat hij de Amerikanen in hun gevecht tegen de Amerikaanse wildernis heeft geholpen. Men eet dan gerechten die oorspronkelijk alleen in Amerika voorkwamen, zoals kalkoen, maïs, aardappelen en pompoen. Thanksgiving is een voorbeeld van een culturele invloed van de Irokezen, maar er zijn nog meer voorbeelden te noemen. Natuurlijk hebben de Irokezen niet de enige culturele invloed geleverd, ook andere indianenvolken hebben elementen in de Amerikaanse cultuur geïntroduceerd; toch is de Irokese invloed zeer aanzienlijk geweest.